# ناحیه میفیلد، شهرستان دیکلب، ایلینوی
ناحیه میفیلد (به انگلیسی: Mayfield Township) یک منطقهٔ مسکونی در ایالات متحده آمریکا است که در شهرستان دیکلب واقع شده‌است. ناحیه میفیلد ۲۶۹ متر بالاتر از سطح دریا واقع شده‌است.